# Tassillé
Tassillé és un municipi francès situat al departament del Sarthe i a la regió de País del Loira. L'any 2007 tenia 133 habitants.

## Demografia

### Població
El 2007 la població de fet de Tassillé era de 133 persones. Hi havia 46 famílies de les quals 8 eren unipersonals (4 homes vivint sols i 4 dones vivint soles), 15 parelles sense fills, 15 parelles amb fills i 8 famílies monoparentals amb fills.
La població ha evolucionat segons el següent gràfic:
Habitants censats

### Habitatges
El 2007 hi havia 67 habitatges, 50 eren l'habitatge principal de la família, 8 eren segones residències i 9 estaven desocupats. Tots els 66 habitatges eren cases. Dels 50 habitatges principals, 41 estaven ocupats pels seus propietaris, 8 estaven llogats i ocupats pels llogaters i 1 estava cedit a títol gratuït; 3 tenien dues cambres, 8 en tenien tres, 8 en tenien quatre i 32 en tenien cinc o més. 34 habitatges disposaven pel capbaix d'una plaça de pàrquing. A 20 habitatges hi havia un automòbil i a 28 n'hi havia dos o més.

### Piràmide de població
La piràmide de població per edats i sexe el 2009 era:
| Homes | Edats   | Dones |
| ----- | ------- | ----- |
| 0     | 95 o +  | 0     |
| 0     | 90 a 94 | 0     |
| 0     | 85 a 89 | 0     |
| 4     | 80 a 84 | 0     |
| 4     | 75 a 79 | 0     |
| 4     | 70 a 74 | 12    |
| 4     | 65 a 69 | 4     |
| 0     | 60 a 64 | 0     |
| 0     | 55 a 59 | 0     |
| 0     | 50 a 54 | 0     |
| 0     | 45 a 49 | 0     |
| 4     | 40 a 44 | 0     |
| 12    | 35 a 39 | 0     |
| 0     | 30 a 34 | 8     |
| 4     | 25 a 29 | 8     |
| 0     | 20 a 24 | 0     |
| 0     | 15 a 19 | 8     |
| 0     | 10 a 14 | 0     |
| 8     | 5 a 9   | 0     |
| 4     | 0 a 4   | 4     |

## Economia
El 2007 la població en edat de treballar era de 91 persones, 68 eren actives i 23 eren inactives. De les 68 persones actives 66 estaven ocupades (35 homes i 31 dones) i 2 estaven aturades (1 home i 1 dona). De les 23 persones inactives 13 estaven jubilades, 8 estaven estudiant i 2 estaven classificades com a «altres inactius».
Activitats econòmiques
Dels 2 establiments que hi havia el 2007, 1 era d'una empresa de comerç i reparació d'automòbils i 1 d'una empresa de serveis.
L'any 2000 a Tassillé hi havia 10 explotacions agrícoles que ocupaven un total de 504 hectàrees.

## Poblacions més properes
El següent diagrama mostra les poblacions més properes.